# Chernoyerkovskaya
Chernoyerkovskaya (del ruso: Черноерковская) es una stanitsa del raión de Slaviansk del krai de Krasnodar, en el sur de Rusia. Está situada entre los arrozales del delta del Kubán, a orillas de uno de sus distributarios, 34 km al noroeste de Slaviansk-na-Kubani y 105 al noroeste de Krasnodar, la capital del krai. Tenía 3 416 habitantes en 2010.
Es cabeza del municipio Chernoyerkovskoye, al que pertenecen asimismo Verjni, Kalabatka, Mostovianski, Stavki, Prórvenski y Chorni Yerik.

## Historia
La poca disponibilidad de tierra útil para el cultivo hacía que los primeros asentamientos erigidos aquí en la primera mitad del siglo XIX fueran muy distantes y dispersos entre ellos. En 1865 fueron unidos en una sola localidad, Chernoyerkovski. Hasta la década de 1870 la ocupación básica de los habitantes del asentamiento era la pesca. Tras esa década el volumen de capturas disminuyó hasta en veinte veces, de modo que la población tuvo que ganar tierras fértiles a las marismas del delta y desarrollar la ganadería. En 1875 vivían allí 710 cosacos. En 1901 se construyó la iglesia Nerukotvornogo obraza Spasitelia, siendo reparadas a principios de siglo otras capillas y desarrollándose pequeñas industrias y comercios, y una escuela parroquial.
Hacia 1910 vivían en la localidad unas 4 000 personas. La localidad, hasta 1916, cuando habitaban en ella 4 402 personas, pertenecía administrativamente a Petróvskaya. En 1925 le fue concedido el estatus de stanitsa con el nombre actual y en 1934 pasó a formar parte del raión de Chernoyerkovskaya con centro en Petróvskaya.
Durante la Gran Guerra Patria la población fue ocupada por las tropas de la Alemania Nazi en agosto de 1942 y liberada por el Ejército Rojo de la Unión Soviética el 20 de marzo de 1943. En 1953 el territorio volvió al raión de Slaviansk.

## Demografía
| 2002  | 2010  |
| ----- | ----- |
| 3 807 | 3 416 |

### Composición étnica
De los 3 807 habitantes que había en 2002, el 95.8 % era de etnia rusa, el 1.5 % era de etnia ucraniana, el 0.8 % era de etnia bielorrusa, el 0.3 % era de etnia armenia, el 0.2 % era de etnia alemana, el 0.2 % era de etnia tártara y el 0.1 % era de etnia azerí

## Economía
Las principales compañías de la localidad son la OAO Shapariyevski, el koljoz de pescadores Vtóraya piatiletka, la ZAO Chernoyerkovskoye, filial del GPU Upravleniye Kubanmelivodjoz, OOO Sluzhba ZhKJ Chernoyerkovskoye.

## Servicios sociales
En la localidad se hallan una escuela, un jardín de infancia, un punto de enfermería, una biblioteca y un centro sociocultural, entr otros establecimientos.